# Cuatro gatos (álbum)
Cuatro gatos es el décimo álbum de estudio de Ñu, editado en el año 2000 por el propio sello de la banda, A la Caza de Ñu Producciones.
Este disco consta de 13 canciones, y fue coproducido por el cantante y líder del grupo, José Carlos Molina junto al bajista/multi-instrumentista Juan Miguel Rodríguez.

## Temas
1. Renegado - 4:40
2. Cuatro gatos - 5:11
3. No quiero ser rey - 6:00
4. Esperando - 4:57
5. Ejércitos del conquistador - 5:00
6. Viviendo en pecado - 5:20
7. La isla (Noche de tormenta) - 4;14
8. Batalla (Amarga victoria) - 5:44
9. Una cantiga - 4:56
10. Soy el hombre que escapó - 4:10
11. El juglar cobarde y el nota - 6:12
12. Danzando entre la niebla (Canto de sirenas / Danzando entre la niebla) - 6:07
13. Tiempos de éxodo - 3:30

## Músicos
- José Carlos Molina - voz, flauta, mandolina, bongó, campanas, pandereta, silbato, percusión, piano, arpa, piccolo, teclados, címbalos
- Jorge Calvo - teclados, órgano, flauta, piccolo, guitarras, percusión, silbato, mandolina
- Juan Miguel Rodríguez - bajo eléctrico, bajo acústico, guitarras, clavicordio, mandolina, teclados, órgano, cítara, coros
- Pedro Vela - guitarras